# Кукруй 3-й
Кукруй 3-й — река в России, протекает по Башкортостану. Устье реки находится в 165 км по левому берегу реки Большой Ик. Длина реки составляет 11 км.

## Данные водного реестра
По данным государственного водного реестра России относится к Уральскому бассейновому округу, водохозяйственный участок реки — Большой Ик, речной подбассейн реки — подбассейн отсутствует. Речной бассейн реки — Урал (российская часть бассейна).
Код объекта в государственном водном реестре — 12010000612112200005965.